# Karl Eduard von Tiedemann

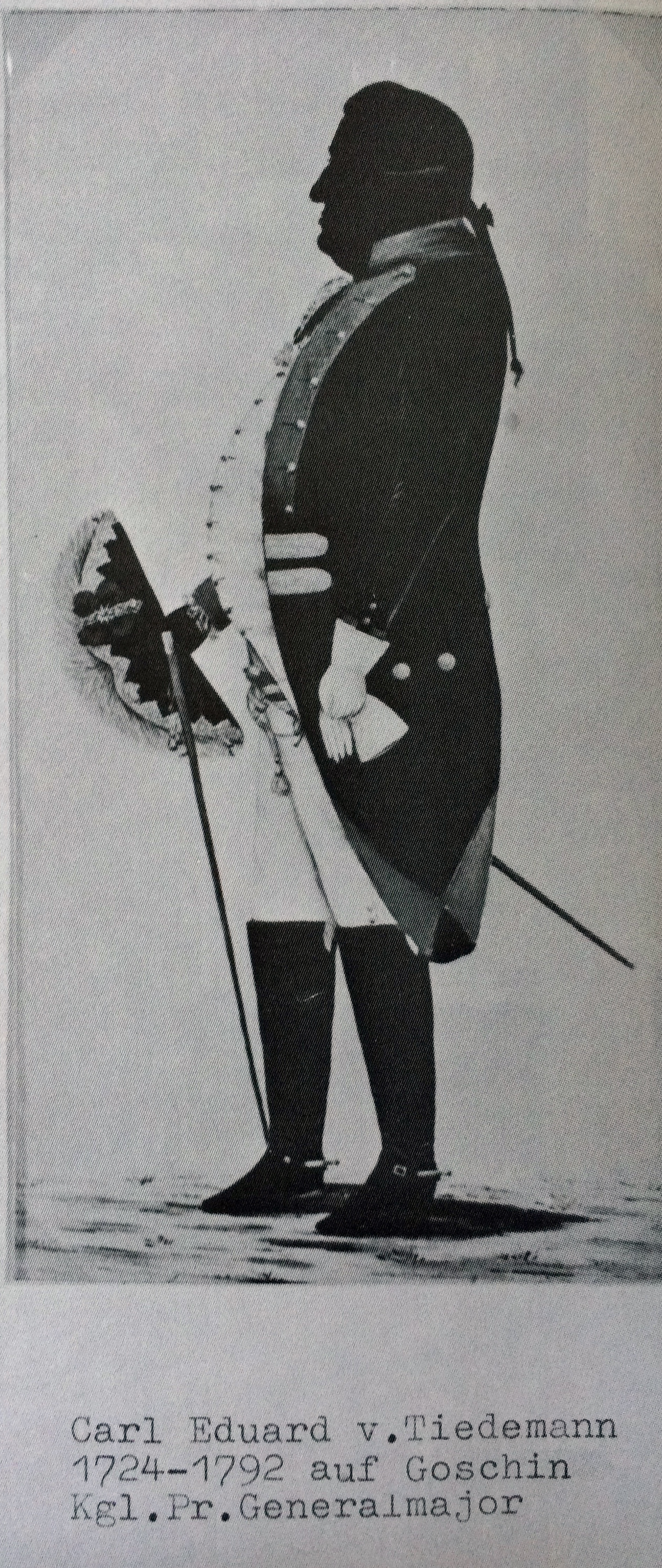
Karl Eduard von Tiedemann

Karl Eduard von Tiedemann (* 11. November 1724 in Danzig; † 13. April 1792 in Mewe) war ein preußischer Generalmajor, zuletzt Chef des Infanterieregiments Nr. 55 und Ritter des Ordens Pour le Mérite.

## Leben

### Herkunft
Die Familie Tiedemann wurde am 11. Oktober 1522 in der Person des Oberstleutnant Georg Tiedemann durch Kaiser Karl V. in den Reichsadel erhoben. Die Eltern von Karl Eduard waren der polnische Hauptmann Ferdinand von Tiedemann (* 6. Oktober 1691; † 9. September 1749) und Florentina Concordia von Brandis (* 21. Dezember 1693; † 30. Juli 1753).

### Militärkarriere
Tiedemann trat 1741 in preußische Dienste und kam als Gefreiterkorporal in das Infanterieregiment „Flanß“. Mit dem Regiment nahm er im Jahr darauf während des Ersten Schlesischen Krieges an der Schlacht bei Chotusitz teil. Im Zweiten Schlesischen Krieg war Tiedemann bei der Belagerung von Cosel. Nach dem Krieg wurde er im Januar 1746 Fähnrich und im Oktober 1750 Sekondeleutnant.
Es folgten die Beförderungen 1757 zum Premierleutnant, 1761 zum Stabskapitän und 1763 zum Kapitän. Im Jahre 1772 wurde er Major, 1782 Oberstleutnant und am 22. Mai 1784 Oberst. Im März 1790 wurde er Chef des Infanterieregiments „Golz“ in Stettin. Am 11. August 1790 erfolgte seine Ernennung zum Generalmajor, bereits im Oktober 1790 wurde ihm stattdessen das Infanterieregiment „Koschembar“ zugeteilt.
Er kämpfte in den Schlachten bei Groß Jägersdorf und Zorndorf, wo er am Arm verwundet wurde.
Im Jahr 1759 kämpfte er bei den Gefechten bei Torgau, Korbitz (21. September 1759), Pretsch (29. Oktober 1759) und Nossen. Im Gefecht von Maxen kam er in österreichische Gefangenschaft. Aber 1760 wurde er bereits wieder ausgetauscht. Danach kämpfte er in Schlesien und Pommern. Besonders beim Gefecht in Leutmannsdorf und der Belagerung von Schweidnitz konnte er sich auszeichnen. Seinen Pour le Mérite erhielt er im folgenden Bayerischen Erbfolgekrieg, als er in der Armee des Königs 1778 im Gefecht bei Trautenbach kämpfte.

### Familie
Seine erste Frau wurde 1755 Johanna Wittich (* 1735; † 27. Juni 1775). Das Paar hatte folgende Kinder:
- Carl Friedrich Wilhelm (* 31. März 1756; † 26. August 1803) ⚭ 1784 Ernestine Florentine Concordia von Grumbkow (* 6. Februar 1758; † 27. April 1831)
- Eduard Ferdinand
- Hanna Sophie Caroline (* 18. Februar 1767 in Königsberg; † 30. September 1852) ⚭ 10. März 1786  Julius Wilhelm Albrecht von Ostau (* 3. Februar 1738; † 10. November 1808), Landrat des Kreises Schaaken und Herr auf Quanditten[4]
- Franz Wilhelm Ludwig (* 8. Juli 1769 in Rastenburg; †  11. Februar 1848), preußischer Oberst

⚭ 9. November 1795; Charlotte Auguste von Buddenbrock (* 11. Oktober 1778)
⚭ 1807  N.N. Gross († 11. Juli 1848)
- Ferdinand Friedrich Eduard (* 9. Juli 1770; † 1814 in Rossoschin) ⚭ 27. Dezember 1804 Johanna von Schartwitz
- Henriette Friederike Luise (* 29. April 1772; † 30. April 1856) ⚭ 1792 Heinrich Gustav Friedrich von Blumenthal (* 4. Dezember 1766; † 27. Mai 1806), Sohn von Generalmajor Georg Ewald von Blumenthal

Nach dem Tod seiner ersten Ehefrau heiratete Tiedemann am 1. November 1776 in Königsberg Henriette Luise Charlotte von Calbow (* 1. November 1742; † 25. November 1804), eine Tochter von Johann Christoph von Calbo (* 1698; † 18. Oktober 1769 in Wietstock) und Karoline Magdalena von Schwerin (1717–1780) (Tochter von Kurt Christoph von Schwerin). Das Paar hatte wenigstens einen Sohn:
- Karl Ludwig Heinrich (* 21. Dezember 1777; † 22. August 1812 bei Dahlenkirchen), russischer Oberstleutnant und Chef des Generalstabes des Gouvernements von Riga ⚭ 18. Oktober 1803 Rosalie Constantia Wilhelmine von Tiedemann aus dem Haus Russoschin